# Victor Paillard
Victor Paillard (1805-1886) va ser un escultor francès.

## Biografia
Nasqué a Heudicourt a l'Eure el 23 de brumaire An XIV (1805), fill de Charles Paillard i de Denise Louise Victoire de Chaumont.
El seu talent artístic va ser percebut pel Comte de Guzmán, que l'envià a perfeccionar-se a París.
Va ser alumne Jean-François Denière i col·laborador de Ferdinand Barbedienne. Va crear el 1830 una casa d'objectes d'art i mobles que emprarà fins a un centenar de persones a la meitat del segle.
Va rebre moltes comandes oficials, especialment durant la decoració del Palau d'Afers Exteriors al Quai d'Orsay.
Va exposar a França i a l'estranger, va ser nomenat membre del jurat de la Fira Mundial de París el 1855, i hi va concórrer.
Oficial de la Legió d'Honor, oficial de la Corona de Ferro a Àustria, va ser nomenat assessor de París i Alcalde de 3ª districte el 1874.
Va morir el 1886 a París, i va ser enterrat al cementiri de Père-Lachaise.

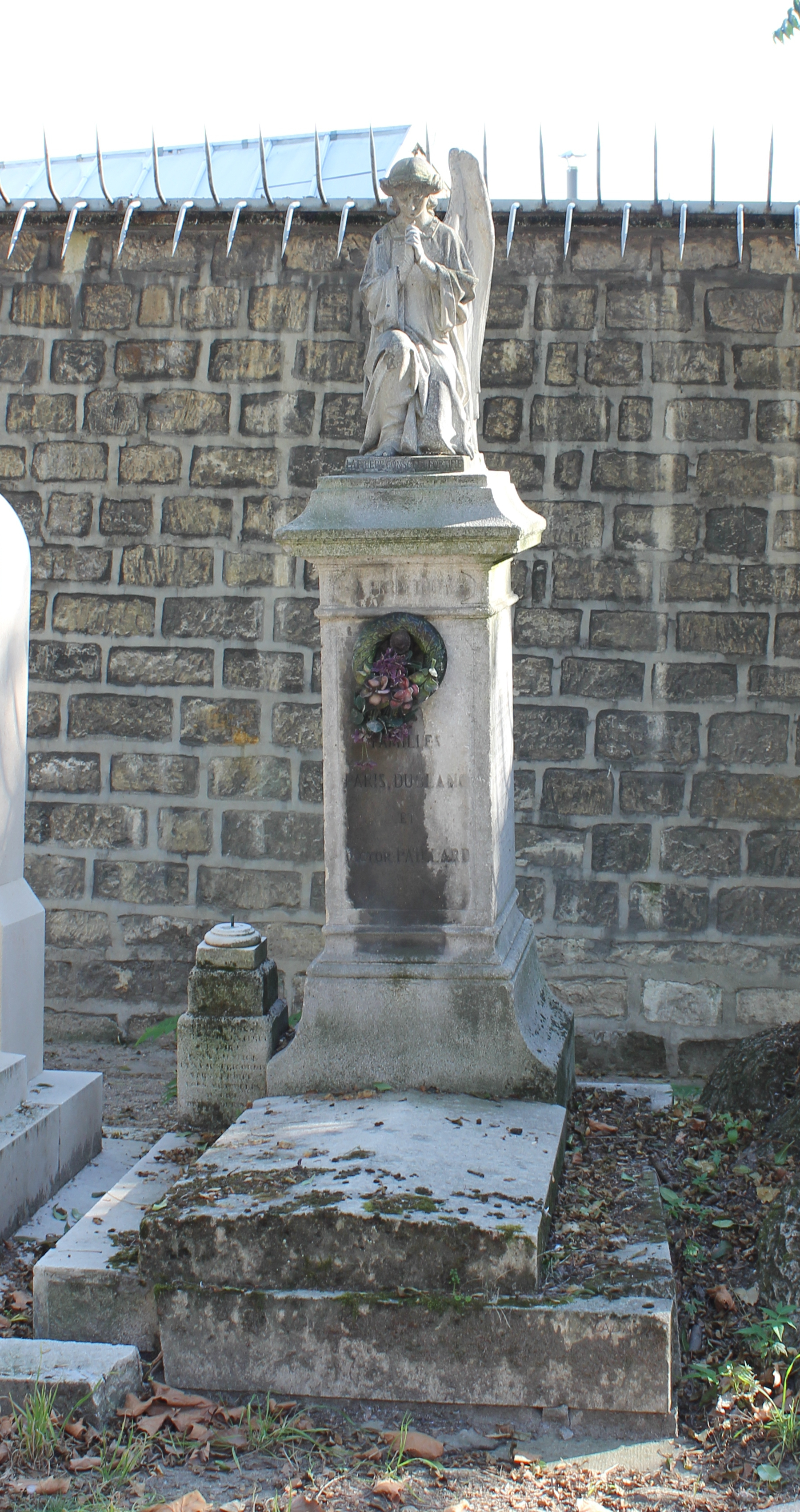
Tomba de Victor Paillard a cimetière du Père-Lachaise.